# Bibliothèque de stockage
La bibliothèque de stockage (finnois : Varastokirjasto) est une agence gouvernementale finlandaise qui collecte des documents peu utilisés dans d'autres bibliothèques en Finlande. 

## Présentation
L'agence dépend du Ministère de l'Éducation et de la Culture.
Le stockage centralisé des documents est peu coûteux par rapport à son stockage dans les bibliothèques. 
Il n'a donc pas besoin d'être détruit, même si la bibliothèque ne peut plus le conserver à juste titre dans ses collections.

## Service aux utilisateurs
Les documents sont accessibles en passant commande auprès des bibliothèques générales. La bibliothèque de stockage n'est généralement pas ouverte au public. 
Les commandes d'articles sont livrés sous forme électronique. 
En 2010, plus de 13 000 exemplaires et 25 000 prêts ont été octroyés par la bibliothèque de dépôt.

## Équipe
La bibliothèque de stockage située à Kuopio est créée en 1989. 
En 2020, elle stocke plus de deux millions d'ouvrages.
Elle emploie environ 20 personnes et dispose d'un budget annuel d'environ 1,5 million d'euros.